# 刘华 (1927年)
刘华（1927年10月8日—），原名卢鹤维，生于辽宁沈阳，祖籍山东掖县（今莱州），中华人民共和国政治人物、外交官。清华大学肄业，1948年加入中国共产党。曾任天津市学联党组成员。建国后，历任青年团天津市委大学工委副书记，驻苏联大使馆三等秘书、二等秘书，外交部礼宾司处长、副司长，驻尼泊尔大使馆参赞。
1984年，接替宋寒毅，担任中华人民共和国驻苏丹大使。1987年，接替詹世亮担任中华人民共和国驻土耳其大使。1991年，由胡昌林接任。

## 家庭
父卢景贵，兄卢鹤绂、卢鹤绅、卢鹤绶、卢鹤绚、卢鹤纹，妹卢鹤松、卢鹤柏、卢鹤桐。